# Epalpus pictus
Epalpus pictus är en tvåvingeart som först beskrevs av Ignaz Rudolph Schiner 1868.  Epalpus pictus ingår i släktet Epalpus och familjen parasitflugor. Inga underarter finns listade i Catalogue of Life.